# Korn Ferry Tour
Korn Ferry Tour är utvecklingstouren på PGA Tour i USA och som ägs och opereras av PGA Tour. Spelarna är professionella golfspelare och har antingen misslyckats med att ta sig in på den PGA-touren eller så har de vunnit för lite pengar föregående säsong och således blivit av med spelrättigheterna på PGA Touren. De spelare som är top-25 på penninglistan erhåller spelrättigheter på PGA Touren under den nästkommande säsongen. Sedan 2013 är Korn Ferry Tour den vanligaste vägen spelare tar för att få spelrättigheter på PGA Touren, vilket har gjort att Q-School som tidigare har varit den vanligaste vägen till PGA Touren, nu konverterats till att bli vägen mot att få spela på Korn Ferry Tour.

## Namn på Touren
Korn Ferry Tour har bytt namn många gånger genom åren och har bland annat hetat "Satellite Tour"", "Hogan Tour" (efter Ben Hogan), "Nike Tour" och "Nationwide Tour". Efter 9,5 säsonger blev det officiellt att Web.com var ny titelsponsor fram till 2019. År 2019 blev Korn Ferry ny sponsor för utvecklingstouren.
| Namn            | År        |
| --------------- | --------- |
| Ben Hogan Tour  | 1990–1993 |
| Nike Tour       | 1993–1999 |
| Buy.com Tour    | 2000–2002 |
| Nationwide Tour | 2003–2012 |
| Web.com Tour    | 2012–2019 |
| Korn Ferry Tour | 2019–     |

## Historia
1989 blev det officiellt att en tour under PGA Tour skulle bildas, detta genom Deane Beman som tidigare var PGA Tourens commissioner, var drivande i skapandet av vad som kom att bli Ben Hogan Tour. Den första säsongen 1990 hade Ben Hogan Golf Company som titelsponsor och säsongen hade 30 tävlingar som arrangerades och spelades över 54 hål.
2003 blev försäkringsbolaget Nationwide Insurance titelsponsor. 2007 arrangerades det 32 tävlingar; en i Australien, Nya Zeeland, och Panama, och övriga 29 tävlingar i USA. Numera har alla säsonger runt 30 tävlingar som spelas över 72 hål och med kvalgräns - "cut"- efter 36 hål.
Innan 2012 var det följande som var behörig till Korn Ferry Tour:
- Top 50 spelare på Qualifying school efter top 25 och delningar,
- De som slutade mellan 25:e och 60:e plats på föregående säsongs penninglista,
- 126–150:e  på föregående säsongs PGA Tour penninglista,
- Samt de som tidigare har haft full behörighet på PGA Touren.[6]

## Resultat och bestämmelser
Alla Korn Ferry Tour tävlingar opererar liknande tävlingarna på PGA Touren då det är slagtävling över 72 hål med en kvalgräns efter 36 hål. Kvalgränsen på Korn Ferry Tour är 65:e plats med delningar, till skillnad mot PGA Touren som har kvalgränsen på 70:e plats med delningar och med ett startfält på omkring 144 spelare. Likt PGA Touren, så erhåller vinnaren av en tävling 18% av den totala prissumman
Man kvalificerar sig till Korn Ferry Tour genom Q-School, som spelas i fyra steg och 2013 var det 3% av de spelare som deltog i Q-School som fick behörighet till Web.com Touren.
Spelare på Korn Ferry Tour delges även världsrankingpoäng. Vinnaren av en tävling ges minst 14 poäng och 20 för Web.com Tour Championship. Från och med 2013 ges vinnaren av de tre första tävlingarna 16 världsrankingpoäng och i tävlingar som är kortade till 36 hål är poängen reducerade till 10.

### "Battlefield Promotion"
Sedan 1997 ges den spelare som lyckas vinna tre tävlingar på Korn Ferry Tour automatiskt, och omedelbart, full behörighet till PGA Touren. Spelare som lyckats erhålla behörighet genom detta är följande:
- Wesley Bryan, 2016
- Carlos Ortiz, 2014
- Michael Sim, 2009
- Nick Flanagan, 2007
- Jason Gore, 2005
- Tom Carter, 2003
- Patrick Moore, 2002
- Heath Slocum, 2001
- Chad Campbell, 2001
- Pat Bates, 2001
- Chris Smith, 1997

## Förändringar från 2013
2012 annonserades det att PGA Touren skulle genomgå ett par större förändringar: PGA Toursäsongen ska starta från och med hösten året innan, det vill säga 2013 års säsong började hösten 2012, samt Korn Ferry Tour (vid den tidpunkten hette touren fortfarande Nationwide Tour) skulle bli huvudvägen till PGA Touren och inte Q-School.
Med starten på 2013 års säsong, Korn Ferry Tour har en liknande struktur mot PGA Tourens, med en huvudsäsong följt av en säsongavslutning bestående av fyra tävlingar, de så kallade Web.com Tour Finals, och som spelas samtidigt som FedEx Cup slutspelen. Omkring 150 spelare har behörighet till slutspelen genom följande behörighetskrav:
- Top-75 på Korn Ferry Tours penninglista i slutet av huvudsäsongen.

- Spelare som slutar 126-200 på PGA Tourens FedExCup poänglista i slutet av huvudsäsongen.

- Icke-medlemmar på PGA Touren som har fått tillräckligt många FedExCup poäng baserat på deras prestation på PGA Touren och placeras på plats 126-200 på poänglistan.[11]

50 så kallade "tour-kort" (vilket ger full behörighet på PGA Touren) delas ut till spelare på Korn Ferry Touren vid slutet på säsongen; 25 kort till spelare som placerade sig top-25 på penninglistan innan slutspelen, samt 25 kort utdelas baserat på Web.com Tour Finals. Spelare som slutar top-75 på penninglistan men som inte lyckas erhålla behörighet till PGA Touren ges full behörighet till kommande säsong på Korn Ferry Touren, spelare som slutar  126–150 på PGA Touren FedEx Cup poänglista ges full behörighet till nästkommande säsongs Korn Ferry Tour.
Sedan 2013 ger Q-School bara spelrättigheter på Korn Ferry Tour.
Korn Ferry Tour ger även två spelare rättigheten till att få spela Players Championship säsongen därpå. Dessa spelare är den som vinner mest pengar under hela säsongen, samt den spelare som vinner mest pengar under slutspelen och det är samma person så ges spelrätten bara till denne.

## Vinnare och "Player of the Year"
| År           | Huvudsäsong money winner | Vinstpengar ($) | Slutspelsvinnare | Vinstpengar ($) | Helsäsongsvinnare | Vinstpengar ($) | Player of the Year |
| Web.com Tour | Web.com Tour             | Web.com Tour    | Web.com Tour     | Web.com Tour    | Web.com Tour      | Web.com Tour    | Web.com Tour       |
| ------------ | ------------------------ | --------------- | ---------------- | --------------- | ----------------- | --------------- | ------------------ |
| 2017         | Brice Garnett            | 368,761         | Chesson Hadley   | 298,125         | Chesson Hadley    | 562,475         | Chesson Hadley     |
| 2016         | Wesley Bryan             | 449,392         | Grayson Murray   | 248,000         | Wesley Bryan      | 449,392         | Wesley Bryan       |
| 2015         | Patton Kizzire           | 518,240         | Chez Reavie      | 323,066         | Patton Kizzire    | 567,865         | Patton Kizzire     |
| 2014         | Carlos Ortiz             | 515,403         | Derek Fathauer   | 250,133         | Adam Hadwin       | 529,792         | Carlos Ortiz       |
| 2013         | Michael Putnam           | 450,184         | John Peterson    | 230,000         | Chesson Hadley    | 535,432         | Michael Putnam     |

| År              | Vinnare          | Vinstpengar ($) | Player of the Year |
| Web.com Tour    | Web.com Tour     | Web.com Tour    | Web.com Tour       |
| --------------- | ---------------- | --------------- | ------------------ |
| 2012            | Casey Wittenberg | 433,453         | Casey Wittenberg   |
| Nationwide Tour |                  |                 |                    |
| 2011            | J. J. Killeen    | 414,273         | J. J. Killeen      |
| 2010            | Jamie Lovemark   | 452,951         | Jamie Lovemark     |
| 2009            | Michael Sim      | 644,142         | Michael Sim        |
| 2008            | Matt Bettencourt | 447,863         | Brendon de Jonge   |
| 2007            | Richard Johnson  | 445,421         | Nick Flanagan      |
| 2006            | Ken Duke         | 382,443         | Ken Duke           |
| 2005            | Troy Matteson    | 495,009         | Jason Gore         |
| 2004            | Jimmy Walker     | 371,346         | Jimmy Walker       |
| 2003            | Zach Johnson     | 494,882         | Zach Johnson       |
| Buy.com Tour    |                  |                 |                    |
| 2002            | Patrick Moore    | 381,965         | Patrick Moore      |
| 2001            | Chad Campbell    | 394,552         | Chad Campbell      |
| 2000            | Spike McRoy      | 300,638         | Spike McRoy        |
| Nike Tour       |                  |                 |                    |
| 1999            | Carl Paulson     | 223,051         | Carl Paulson       |
| 1998            | Bob Burns        | 178,664         | Bob Burns          |
| 1997            | Chris Smith      | 225,201         | Chris Smith        |
| 1996            | Stewart Cink     | 251,699         | Stewart Cink       |
| 1995            | Jerry Kelly      | 188,878         | Jerry Kelly        |
| 1994            | Chris Perry      | 167,148         | Chris Perry        |
| 1993            | Sean Murphy      | 166,293         | Sean Murphy        |
| Ben Hogan Tour  |                  |                 |                    |
| 1992            | John Flannery    | 164,115         | John Flannery      |
| 1991            | Tom Lehman       | 141,934         | Tom Lehman         |
| 1990            | Jeff Maggert     | 108,644         | Jeff Maggert       |